# Josh Blue
Pour les articles homonymes, voir Blue.
Josh Blue est un humoriste américain, né le 27 novembre 1978. Il a remporté l'édition 2006 de l'émission de télévision Last Comic Standing.

## Biographie
Josh Blue nait au Cameroun et grandit à Saint Paul dans le Minnesota. Il commence la comédie en participant au séances de scène libre à côté de ses études au Evergreen State College à Olympia (Washington). Il apparait à plusieurs reprises dans la série Mind of Mencia sur Comedy Central. En 2004, il remporte la Royal Flush Comedy Competition au Las Vegas Comedy Festival's.
Blue souffre d'une infirmité motrice cérébrale et une grande partie de son registre comique est centré sur son handicap, comment il vit avec et la perception qu'en ont les gens. En 2004, il remporte le Last Comic Standing.
Il devient le premier comique à faire du stand-up au Ellen DeGeneres Show. En 2009, il apparait dans le film d'horreur Feast 3: The Happy Finish.